# قاي إل. موسر
قاي إل. موسر (بالإنجليزية: Guy L. Moser)‏ هو سياسي أمريكي، ولد في 23 يناير 1886، وتوفي في 9 مايو 1961. نشط حزبياً في الحزب الديمقراطي. وقد انتخب عضو مجلس النواب الأمريكي.